# Disca hackeri
Disca hackeri là một loài bướm đêm thuộc họ Erebidae. Nó được tìm thấy ở Borneo.
Sải cánh dài khoảng 11 mm. Cánh trước khá rộng và màu nâu be. Cánh sau nâu hơi xám phía dưới nâu hơi xám đồng nhất.